# Hrabstwo Washington (Indiana)
Hrabstwo Washington (ang. Washington County) – hrabstwo w stanie Indiana w Stanach Zjednoczonych. Obszar całkowity hrabstwa obejmuje powierzchnię 516,60 mil2 (1 337,99 km²). Według danych z 2010 r. hrabstwo miało 28 262 mieszkańców. Hrabstwo powstało w 1814 roku i nosi imię Jerzego Waszyngtona – pierwszego prezydenta Stanów Zjednoczonych.

## Sąsiednie hrabstwa
- Hrabstwo Jackson (północ)
- Hrabstwo Scott (północny wschód)
- Hrabstwo Clark (południowy wschód)
- Hrabstwo Floyd (południe)
- Hrabstwo Harrison (południe)
- Hrabstwo Crawford (południowy zachód)
- Hrabstwo Orange (zachód)
- Hrabstwo Lawrence (północny zachód)

## Miasta
- Campbellsburg
- Fredericksburg
- Hardinsburg
- Little York
- Livonia
- New Pekin
- Salem
- Saltillo